# Dagmar Rinker
Dagmar Rinker (* 1965 in Vöhringen) ist eine deutsche Kunsthistorikerin und Hochschullehrerin mit dem Schwerpunkt Design.

## Leben
Rinker studierte Kunstgeschichte mit dem Schwerpunkt Design an der Ludwig-Maximilians-Universität München. Dort erlangte sie mit der 1993 veröffentlichten Arbeit Die Lehr- und Versuch-Ateliers für angewandte und freie Kunst (Debschitz-Schule): München 1902–1914 den Magistergrad. An der Technischen Universität München wurde sie 1999 mit der Dissertation Der Münchner Jugendstilkünstler Hermann Obrist (1862–1927) promoviert.
Rinker wirkte zunächst am Designmuseum Die Neue Sammlung in München sowie am Architekturmuseum der Technischen Universität München. 1997 wurde sie Leiterin am HfG-Archiv Ulm, das dem Museum Ulm angegliedert ist. Neben der HfG lag ein Schwerpunkt ihrer Arbeit auf der Person Otl Aicher und dessen Werk. Sie hatte in dieser Zeit außerdem Lehraufträge an der Fachhochschule Würzburg-Schweinfurt sowie der Hochschule für Gestaltung Schwäbisch Gmünd inne. 2012 wurde sie an der HfG Schwäbisch Gmünd zur Professorin für Designgeschichte, Designforschung und Ausstellungstheorie berufen. In diesen Bereichen ist sie dort in Forschung und Lehre aktiv. An der HfG war sie von 2015 bis 2021 Prorektorin für Forschung. Seit 2021 ist sie dort stellvertretende Vorsitzende des Hochschulrats. Daneben wirkt sie als stellvertretende Vorsitzende des Stiftungsrats der Stiftung HfG Ulm.

## Werke (Auswahl)
- Die Lehr- und Versuch-Ateliers für angewandte und freie Kunst (Debschitz-Schule): München 1902–1914, tuduv, München 1993, ISBN 978-3-88073-469-2.
- mit Brigitte Reinhardt und Michael Roth: Friedrich Vordemberge-Gildewart: zum 100. Geburtstag, Museum Ulm, Ulm 1999, ISBN 978-3-928738-26-2.
- Der Münchner Jugendstilkünstler Hermann Obrist (1862–1927), tuduv, München 2001, ISBN 978-3-88073-579-8.
- (Hrsg.) Ulmer Modelle – Modelle nach Ulm: Hochschule für Gestaltung Ulm 1953–1968, Hatja Cantz, Ostfildern 2003, ISBN 978-3-7757-9142-7.
- Hochschule für Gestaltung Ulm 1953–1968, HfG-Archiv, Ulm 2009, ISBN 978-3-921110-06-5.